# 유럽 고속도로 90호선
| E 90 |

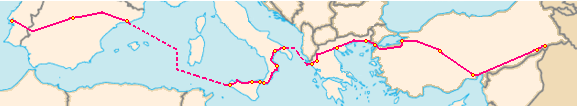
E90의 지도.

유럽 고속도로 90호선(영어: European route E90)는 유엔의 국제 E-로드 네트워크의 노선으로 A클래스 동서 방면 도로다. 포르투갈의 리스본에서 이라크의 자호(튀르키예와 이라크의 경계)까지 이어진다. 이 도로는 4개국 약 4,770km를 연결한다.

## 경로

### 포르투갈
- 리스본 - 몬티호 - 에보라

### 스페인
- A5: 바다호스 - 마드리드
- A2: 마드리드 - 사라고사
- AP2:사라고사 - 바르셀로나
  -  스페인 바르셀로나에서  이탈리아 시칠리아 섬 마차라델발로까지는 연결되지 않는다. 바르셀로나에서  이탈리아 제노바까지 카페리로 이동한 후 제노바에서 시칠리아 섬 팔레르모까지 카페리로 연결한다.

### 이탈리아
- A29: 마차라델발로 - 팔레르모
- A19: 팔레르모 - 본포르넬로
- A20: 본포르넬로 - 메시나
- 페리 메시나 - 레조디칼라브리아
- SS-106: 레조디칼라브리아 - 타란토
- SS-7: 타란토 - 브린디시
  -  이탈리아 브린디시에서  그리스 이구메니차까지는 카페리로 연결한다.

### 그리스
- 이구메니차
- 요안니나
- 코니차
- 베리아
- 테살로니키
- 카발라
- 알렉산드루폴리 부근
- 키포이와 터키 경계